# Todd Fisher
 (novembre 2019).
Todd Fisher, né le 24 février 1958 à Burbank, est un acteur, cinématographeur, producteur, directeur et homme d'affaires américain. Il est le fils de l'actrice Debbie Reynolds et le frère de Carrie Fisher.